# Karl Bormann (Philosoph)
Karl Bormann (* 23. November 1928 in Monheim am Rhein; † 17. August 2015 in Langenfeld) war ein deutscher Philosophiehistoriker. Sein Forschungsgebiet war die antike und mittelalterliche Philosophie, insbesondere das Werk des Nikolaus von Kues.

## Leben
Bormann verbrachte seine gesamte wissenschaftliche Laufbahn an der Universität zu Köln. Nach seinem Abitur am Staatlichen Humanistischen Gymnasium Köln-Mülheim 1949 studierte er bei den Professoren Josef Koch, Günther Jachmann und Josef Kroll Klassische Philologie und Philosophie und wurde 1955 mit einer Dissertation zur Ideen- und Logoslehre Philons von Alexandria promoviert, in der er Philons Logosbegriff in kritischer Auseinandersetzung mit Harry Austryn Wolfson untersuchte. 
Von 1954 bis 1959 war Bormann Wissenschaftlicher Mitarbeiter von Josef Koch am Thomas-Institut der Universität zu Köln, anschließend bis 1965 Assistent am Philosophischen Seminar bei Paul Wilpert. Gefördert durch ein Habilitationsstipendium der Deutschen Forschungsgemeinschaft habilitierte er sich 1967 mit der Arbeit Parmenides: Untersuchungen zu den Fragmenten. 1970 wurde er zunächst zum außerplanmäßigen Professor, kurz darauf zum Wissenschaftlichen Rat und Professor ernannt. 1980 folgte die Ernennung zum Universitätsprofessor für Philosophie. 1994 wurde er emeritiert.
1967 wurde Bormann Leiter der Kölner Arbeitsstelle der Cusanus-Kommission der Heidelberger Akademie der Wissenschaften, die die Edition und Übersetzung der Werke des Nikolaus von Kues betreut; 1970 wurde er Mitglied der Kommission, im selben Jahr Mitglied des Wissenschaftlichen Beirats der Cusanus-Gesellschaft und 1973 Mitherausgeber der Mitteilungen und Forschungsbeiträge der Cusanus-Gesellschaft. Die Cusanus-Forschung und -Edition bildete seitdem den Schwerpunkt seiner wissenschaftlichen Arbeit. Weite Verbreitung fand zudem eine mehrfach aufgelegte Einführung in Platons Leben und Werk.
Charakteristisch für Bormanns Arbeiten ist die auf einer eingehenden und genauen, philologisch fundierten Textanalyse beruhende nüchterne und faktenorientierte Darstellungsweise unter Verzicht auf ausgreifende philosophische Spekulationen. 
Die Bemühungen zur Seligsprechung des Monheimer Märtyrerpfarrers Franz Boehm, der wegen seines Widerstandes gegen das NS-Regime ins KZ Dachau verschleppt wurde, wo er im Februar 1945 starb, unterstützte Bormann durch einen Zeitzeugenvortrag. Als ehemaliger Ministrant bei dem mutigen Pfarrer konnte er dessen Persönlichkeit aus eigener Erfahrung schildern.

## Schriften (Auswahl)
Als Autor:
- Die Ideen- und Logoslehre Philons von Alexandrien. Eine Auseinandersetzung mit H. A. Wolfson. Köln 1955 (Dissertation).
- Parmenides. Untersuchungen zu den Fragmenten. Meiner, Hamburg 1971 (Habilitationsschrift).
- Platon. Alber, Freiburg im Breisgau 1973; 4., erneut durchgesehene Auflage 2003, ISBN 3-495-48094-3.
- Beiträge zu Wulff D. Rehfus (Hrsg.): Handwörterbuch Philosophie. Vandenhoeck & Ruprecht, Göttingen 2003 (online).

Als Herausgeber und Übersetzer:
- Nikolaus von Kues: Nicolai de Cusa opera omnia. Iussu et auctoritate Academiae Litterarum Heidelbergensis ad codicum fidem edita. (Historisch-kritische Gesamtausgabe der Heidelberger Akademie), Meiner, Hamburg
  - Bd. 3: De coniecturis (mit Josef Koch und Hans Gerhard Senger) 1972, ISBN 978-3-7873-0218-5
  - Bd. 10: Opuscula II (mit Heide Dorothea Riemann); Fasc. 2a, 1994, ISBN 978-3-7873-1075-3; Fasc. 2b, 1988, ISBN 978-3-7873-0750-0
  - Bd. 11/1: De beryllo (mit Hans Gerhard Senger) 1988, ISBN 978-3-7873-0749-4
  - Bd. 11/3: Compendium (mit Bruno Decker) 1964, ISBN 978-3-7873-0192-8
- Nikolaus von Kues: Schriften des Nikolaus von Kues in deutscher Übersetzung (lateinisch-deutsche Parallelausgabe); Meiner, Hamburg
  - Heft 2: Über den Beryll: Lateinisch–deutsch. Neu übersetzt, eingeleitet und mit Anmerkungen hrsg. von Karl Bormann. 1976, 4. Auflage 2002 (Philosophische Bibliothek 295), ISBN 978-3-7873-1608-3
  - Heft 16: Kompendium. Kurze Darstellung der philosophisch-theologischen Lehren. Hrsg. von Bruno Decker und Karl Bormann, 3. Auflage, 1996 (Philosophische Bibliothek 267), ISBN 978-3-7873-1190-3
  - Heft 23: Tu quis es (De principio). Über den Ursprung. Neu übersetzt, eingeleitet und mit Anmerkungen hrsg. von Karl Bormann, 2001 (Philosophische Bibliothek 487), ISBN 978-3-7873-1271-9
  - Heft 24: De venatione sapientiae. Die Jagd nach Weisheit. Auf der Grundlage der Ausgabe von Paul Wilpert neu hrsg. von Karl Bormann, 2003 (Philosophische Bibliothek 549), ISBN 3-7873-1626-4
- Nikolaus von Kues: Philosophisch-theologische Werke. Lateinisch-deutsch. 4 Bände, Meiner, Hamburg 2002, ISBN 978-3-7873-1624-3
- Platon: Der Staat. Über das Gerechte. Übersetzt und erläutert von Otto Apelt. Durchgesehen von Karl Bormann. Einleitung von Paul Wilpert. 8. Auflage. Meiner, Hamburg 1961 (Philosophische Bibliothek 80), ISBN 978-3-7873-0930-6
- Philon von Alexandria: Über die Freiheit des Tüchtigen. Über das betrachtende Leben. Über die Unvergänglichkeit der Welt. (Übersetzungen aus dem Altgriechischen). In: Philo von Alexandria: Die Werke in deutscher Übersetzung. Band VII (Hrsg. von Leopold Cohn, Isaak Heinemann, Maximilian Adler und Willy Theiler), de Gruyter, Berlin 1964 (online).
- Josef Koch: Kleine Schriften, 2 Bände, Storia e letteratura. Raccolta di studi e testi 127, Rom 1973
- Cusanus-Texte, Teil III: Marginalien; Bd. 2: Proclus Latinus. Die Exzerpte und Randnotizen des Nikolaus von Kues zu den lateinischen Übersetzungen der Proclus-Schriften, Teil 2: Expositio in Parmenidem Platonis. Winter, Heidelberg 1986 (Abhandlungen der Heidelberger Akademie der Wissenschaften, Philosophisch-Historische Klasse, Jg. 1986, Abh. 3)